# Amalner
Amalner ist eine Stadt im indischen Bundesstaat Maharashtra. Die Stadt befindet sich nahe der Grenze zu Madhya Pradesh.
Die Stadt ist Teil des Distrikts Jalgaon. Amalner hat den Status eines Municipal Council und ist in 33 Wards gegliedert. Sie hatte am Stichtag der Volkszählung 2011 95.994 Einwohner, von denen 49.564 Männer und 46.430 Frauen waren.
Hindus bilden mit einem Anteil von über 77 % die Mehrheit der Bevölkerung in der Stadt. Die Alphabetisierungsrate lag 2011 bei 89,84 % und damit deutlich über dem nationalen Durchschnitt.
Die Stadt Amalner ist Teil der Western Railway Division der Indian Railways. Der Bahnhof liegt auf der Strecke von Surat und Bhusawal.